# Fokker F.III
El Fokker F.III va ser una aeronau monoplà d'un sol motor amb ala alta produït en la dècada de 1920 pel fabricant aeronàutic holandès Fokker. Era un desenvolupament del Fokker F.II i podia portar cinc passatgers. L'avió també es va fabricar sota llicència a Alemanya com el Fokker-Grulich F.III. i es van construir més de 70 aparells entre Holanda i Alemanya.